# Phthonandria indica
Phthonandria indica är en fjärilsart som beskrevs av Inoue 1990. Phthonandria indica ingår i släktet Phthonandria och familjen mätare. Inga underarter finns listade i Catalogue of Life.